# Jeremy (film)
Jeremy is een Amerikaanse dramafilm uit 1973 onder regie van Arthur Barron. De film werd ondanks goede kritieken, zo won hij een prijs op het Cannes Film Festival, niet uitgebracht in Nederland.

## Verhaal
Jeremy is een tiener die verliefd wordt op Susan, het nieuwe meisje op zijn middelbare school in New York dat onlangs met haar vader vanuit Detroit is verhuisd. Jeremy speelt de cello; Susan beoefent ballet. De jeugdige romance wordt abrupt onderbroken als Susans vader krijgt te horen dat hij weer terug in Detroit wordt geplaatst.

## Rolverdeling
| Acteur           | Personage      |
| ---------------- | -------------- |
| Robby Benson     | Jeremy Jones   |
| Glynnis O'Connor | Susan Rollins  |
| Len Bari         | Ralph Manzoni  |
| Leonardo Cimino  | Celloleraar    |
| Ned Wilson       | Susans vader   |
| Chris Bohn       | Jeremy's vader |

## Productie
De hoofdrolspelers Benson en O'Connor kregen in het echte leven ook een relatie met elkaar en verschenen later nog tweemaal gezamenlijk in een film. Een vervolg bleef uit, omdat Benson op het filmfestival te Cannes onenigheid kreeg met de filmproducent.